# زیرساخت سبز

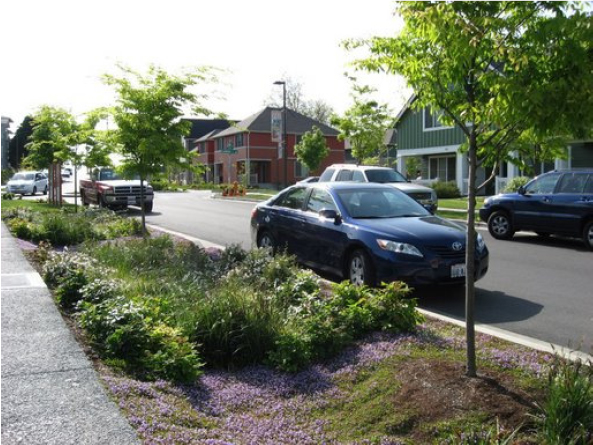
گریزاب خیابان و پیاده‌رو بتونی مجاور در سیاتل، ایالات متحده آمریکا. آب طوفان است از طریق این تأسیسات به خاک بهتر نفوذ می‌کند، در نتیجه سطح رواناب شهری نسبت به فاضلاب طوفان کاهش می‌یابد.

زیرساخت‌های سبز یا زیرساخت های سبز-آبی شبکه‌ای است که «ترفندهای ترکیبی» را برای حل چالش‌های شهری و اقلیمی با ایجاد فضای طبیعی فراهم می‌کند. مزیت‌های اصلی این رویکرد شامل مدیریت آب طوفان، سازگاری با آب و هوا، تنش گرمای کمتر، تنوع زیستی بیشتر، تولید مواد غذایی، کیفیت بهتر هوا، تولید انرژی پایدار، آب تمیز و خاک سالم و همچنین کاربردهای انسانی بیشتر مانند افزایش فضای تفریحی از طریق تأمین سایه و سرپناه در داخل شهرها و در نهایت افزایش کیفیت زندگی است. زیرساخت‌های سبز همچنین به ارائه چهارچوبی زیست‌محیطی برای سلامت اجتماعی، اقتصادی و بهداشت محیط اطراف می‌انجامند.

## معرفی

### زیرساخت‌های سبز
طبیعت می‌تواند برای محافظت از جوامع در برابر سیل یا گرمای بیش از حد یا کمک به بهبود کیفیت هوا، خاک و آب، مورد استفاده قرار گیرد. وقتی طبیعت توسط مردم مهار می‌شود و به عنوان یک سیستم زیرساختی مورد استفاده قرار می‌گیرد، «زیرساخت‌های سبز» نامیده می‌شود. زیرساخت‌های سبز در همه مقیاس‌ها اتفاق می‌افتند این زیرساخت‌ها، بیشتر اوقات به معنی سیستم‌های مدیریت آب طوفان که هوشمند و مقرون به صرفه هستند می‌باشند، با این حال، زیرساخت‌های سبز می‌توانند یک مفهوم بزرگتر باشند. زیرساخت‌های سبز همچنین به ارائه چهارچوبی زیست‌محیطی برای سلامت اجتماعی، اقتصادی و بهداشت محیط اطراف می‌پردازد.

### زیرساخت‌های آبی
«زیرساخت آبی» به زیرساخت‌های شهری مربوط به آب اشاره دارد. زیرساخت‌های آبی معمولاً با زیرساخت‌های سبز در فضای شهری در ارتباط است و ممکن است در هنگام ترکیب به زیرساخت‌های «آبی-سبز» گفته شود. رودخانه‌ها، نهرها، حوضچه‌ها و دریاچه‌ها ممکن است به عنوان ویژگی‌های طبیعی در شهرها وجود داشته باشند یا به عنوان جنبه‌ای از طراحی آن به یک فضای شهری اضافه شوند. تحولات شهری در سواحل همچنین ممکن است دارای ویژگی‌های از قبل موجود در خط ساحلی باشد که به‌طور خاص در طراحی آنها بکار رفته است. بندرگاه‌ها، دیوارهای ساحلی، اسکله‌ها و سایر پسوندهای محیط شهری نیز ممکن است برای به دست آوردن مزایای مرتبط با محیط دریایی به کار برده شوند. زیرساخت‌های آبی می‌توانند به تنوع زیستی آبزی منحصر به فرد در مناطق شهری، از جمله در حشرات آبزی، دوزیستان، و پرندگان آبزی کمک کنند. با دسترسی به فضاهای آبی در بافت شهری ممکن است جمعیت شهر از نظر سلامتی و بهزیستی، از مزایای قابل توجهی بهره‌مند شود.

## انواع زیرساخت‌های سبز

### جنگل‌های شهری
جنگلهای شهری در واقع جنگل‌هایی واقع در شهرها هستند. آنها مؤلفه مهمی از سیستم‌های زیرساخت‌های سبز شهری هستند. جنگل‌های شهری به جای انواع مضر و تهاجمی از گونه‌های مناسب درخت و گیاهان استفاده می‌کنند که نیاز به نگهداری و آبیاری را کاهش می‌دهد. علاوه بر این، گونه‌های بومی ضمن کاهش هزینه، ارزش زیبایی‌شناسی را نیز ارائه می‌دهند. تنوع گونه‌های گیاهی نیز باید در طراحی جنگل‌های شهری در نظر گرفته شود تا از به کاربری تک‌درختان جلوگیری شود. این امر باعث می‌شود جنگل‌های شهری با دوام و مقاومت بیشتری در برابر آفات و مضرات دیگر ایجاد کنند.